# Enóš
Enóš (hebrejsky אֱנוֹשׁ), také Enos, je v Hebrejské bibli v knize Genesis prvním synem Šéta.

## Hebrejská bible
Podle Genesis zplodil Šét když mu bylo 105 let syna Enóše (ale podle Septuaginty mu bylo 205 let), a měl další syny a dcery. Byl vnukem Adama a Evy. Podle Seder Olam Rabbah založené na židovském počítání se narodil roku 235 Anno Mundi („v roce světa“) a podle Septuaginty to bylo roku 435 Anno Mundi.
Byl otcem Kénana, který se narodil když mu bylo 90 let (nebo podle Septuaginty když mu bylo 190 let). Podle Bible zemřel ve věku 905 let.

## Nový zákon
V evangeliu podle Lukáše je Énoš vyjmenován v Ježíšově rodokmenu Lk 3, 23 – 3, 38 (Kral, ČEP).

## Mimobiblické zdroje
Etiopská pravoslavná bible
Podle Knihy jubileí (4:11-13) v Etiopské pravoslavné bibli se narodil roku 235 AM. Vzal si svou sestru Noam a ona mu roku 325 AM porodila Kénana. Etiopská pravoslavná tradice ho považuje za "věrného a spravedlivého služebníka Božího".
Písmo Svatých posledních dnů
Nauka a smlouvy říká že když mu bylo 134 let byl vysvěcen na kněze. Když Adam volal své potomstvo do země Adam-ondi-Ahman dát jim požehnání byl jedním ze spravedlivých vysokých kněží kteří přišli.